# Sjenina Rijeka (Federacja Bośni i Hercegowiny)
Sjenina Rijeka – wieś w Bośni i Hercegowinie, w Federacji Bośni i Hercegowiny, w kantonie tuzlańskim, w gminie Doboj Istok. W 2013 roku pozostawała niezamieszkana.